# Vlkaneč

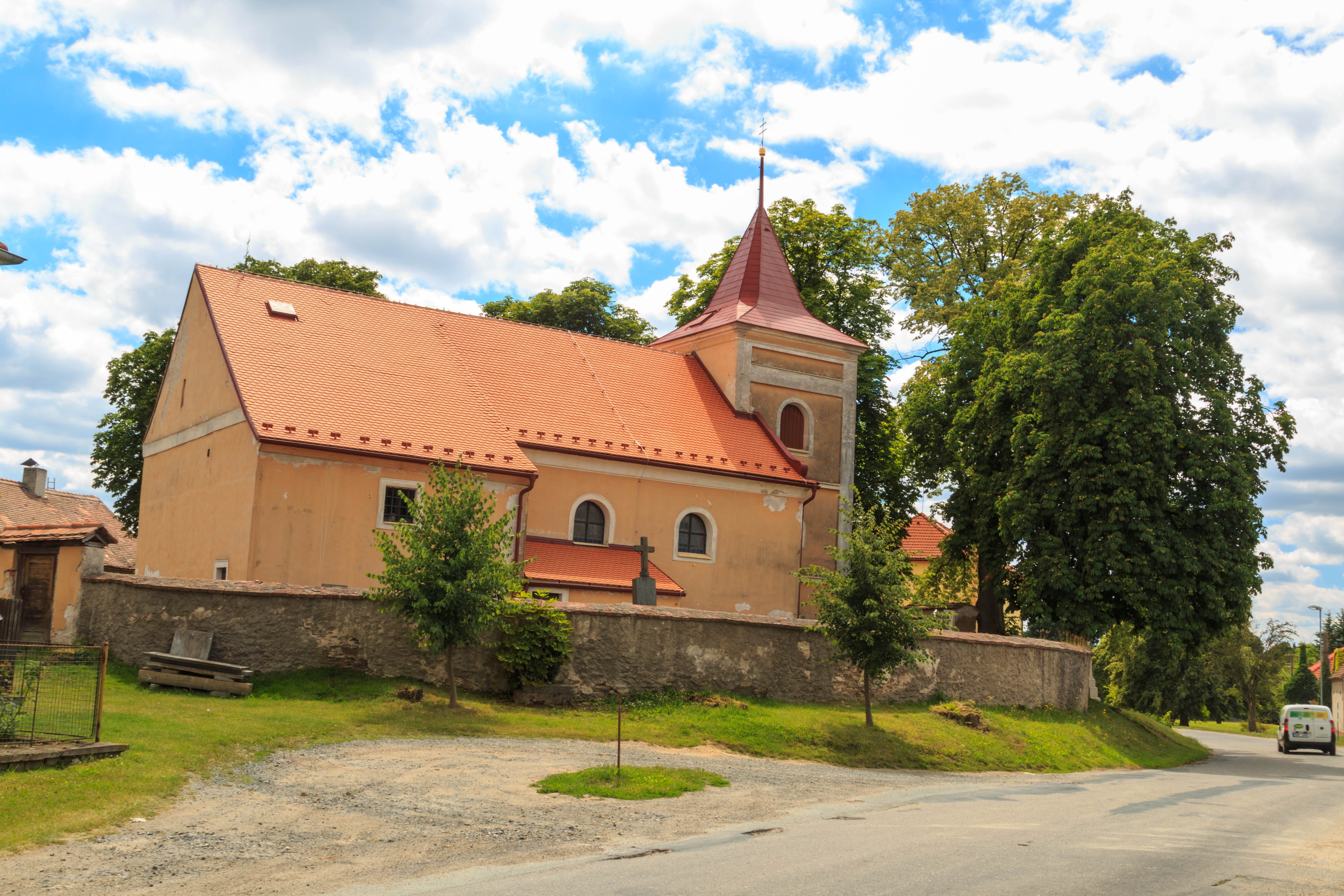
Kirche Jakobus des Großen

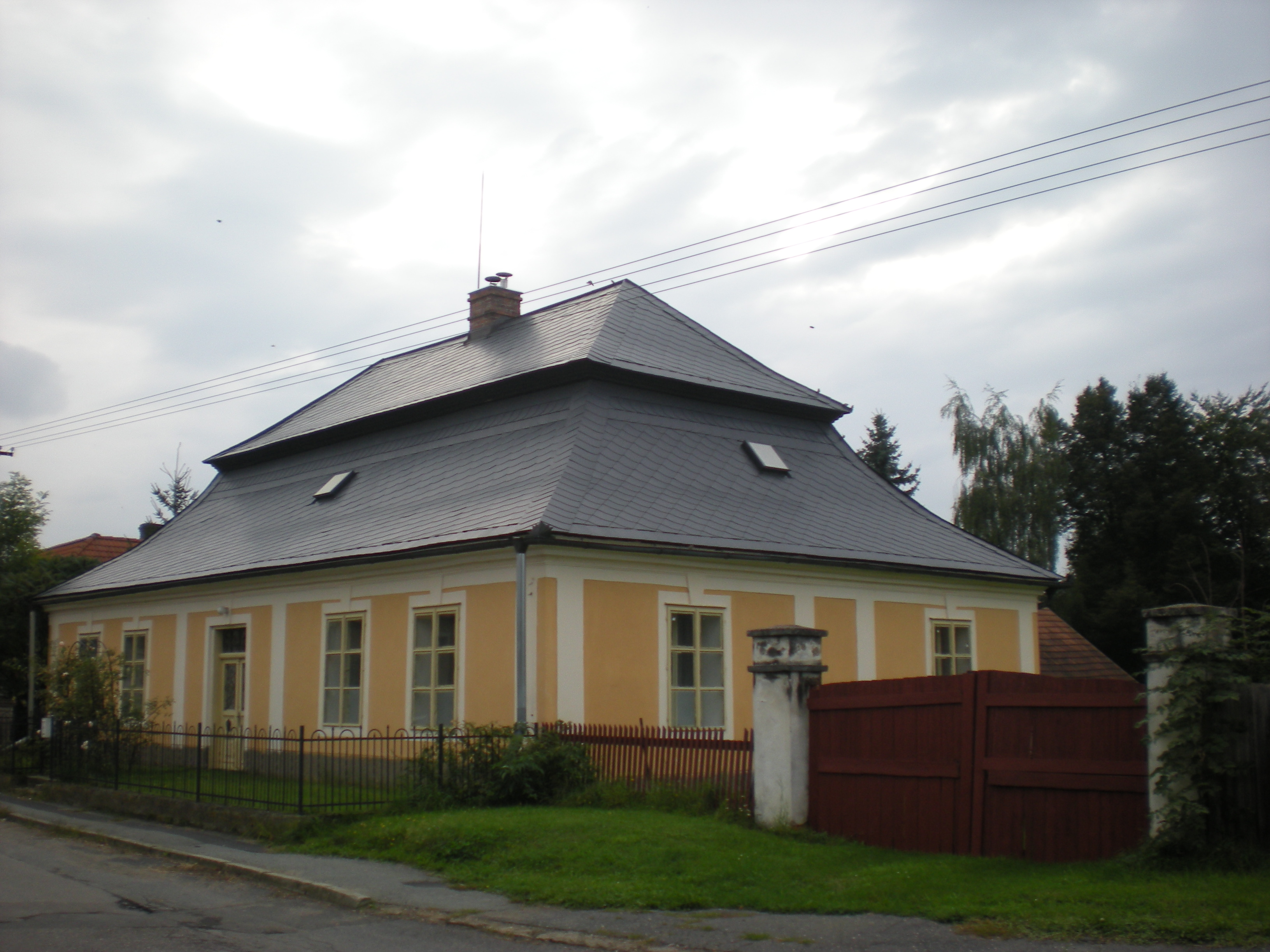
Pfarrhaus in Vlkaneč

Vlkaneč (deutsch Wilkanetsch) ist eine Gemeinde im Okres Kutná Hora in der Mittelböhmischen Region der Tschechischen Republik. Sie liegt 21 km südöstlich von Kutná Hora und 13 km südlich von Čáslav.

## Geographie
Vlkaneč befindet sich am Bach Vlkanečský potok in der Böhmisch-Mährischen Höhe. Durch den Ort verläuft die Bahnstrecke Znojmo–Nymburk.
Nachbarorte sind Zbudovice, Kocanda und Přibyslavice im Norden, Kozohlody im Nordosten, Římovice und Budka im Osten, Dolík, Chlumek und Statek im Südosten, Kamenná Lhota und Nová Ves u Leštiny im Süden, Dvorek, Chlum und Čejkovice im Südwesten, Klucké Chvalovice im Westen sowie Chvalovický Mlýn, Opatovice, Bojanka, Šebestěnice und Březí im Nordwesten.

## Geschichte
Die erste schriftliche Erwähnung auf dem Gemeindegebiet stammt aus dem Jahre 1226 und betrifft den Ortsteil Přibyslavice. Anhand baulicher Untersuchungen der Kirche von Vlkaneč ist erkennbar, dass auch Vlkaneč bereits im 13. Jahrhundert bestand. Schriftlich nachweisbar sind das Dorf Wlykans und die Kirche seit 1352. Im Laufe der Zeit wurde der Ort als Wlikans, Wlitans (1384), Walkans (1405) und Wlkanetz bezeichnet. Die Pfarrei erlosch während des Dreißigjährigen Krieges, die Kirche wurde verschiedenen Pfarreien, zuletzt der in Smrdov, als Filiale zugewiesen. Vlkaneč gehörte seit dem 17. Jahrhundert zur Herrschaft Jenikau. Leopold Krakovský von Kolowrat ließ 1775 in Vlkaneč einen Pfarradministrator einsetzen. Im Jahre 1787 standen in Wlkanecz bzw. Wlkaus 36 Häuser. 1793 wurde wieder eine Pfarrei eingerichtet.
Im Jahre 1840 bestand das im Caslauer Kreis gelegene Dorf Wlkaneč bzw. Wlkanec aus 42 Häusern, in denen 280 Personen, darunter sechs protestantische und eine jüdische Familie lebten. Unter herrschaftlichem Patronat standen die Pfarrkirche des hl. Jakobus, die Pfarrei und die Schule. Außerdem gab es im Ort einen herrschaftlichen Meierhof mit Schäferei und ein Wirtshaus. Nach Wlkaneč konskribiert war der einschichtige Bauernhof Cyhelna (Statek). Wlkaneč war Pfarrort für Neudorf und Lhota (Kamenná Lhota). Bis zur Mitte des 19. Jahrhunderts blieb Wlkaneč der Herrschaft Goltsch-Jenikau untertänig.
Nach der Aufhebung der Patrimonialherrschaften bildete Vlkaneč eine Gemeinde im Gerichtsbezirk Habern. Ab 1868 gehörte die Gemeinde zum Bezirk Časlau. 1930 hatte die Gemeinde 329 Einwohner. Im Zuge der Gebietsreform von 1960 wurde der Okres Čáslav aufgehoben; Vlkaneč wurde dem Okres Kutná Hora zugeordnet, zugleich wurden Kozohlody und Přibyslavice (mit Kocanda) eingemeindet. Im Jahre 2006 hatte der Ort 611 Einwohner.

## Gemeindegliederung
Die Gemeinde Vlkaneč besteht aus den Ortsteilen Kozohlody (Kosohlod), Přibyslavice (dt.: Pribislaw, Pribislau, Pribislauitz (1226), Przibislauitz (1405)) und Vlkaneč, die zugleich auch Katastralbezirke bilden. Zu Vlkaneč gehört außerdem die Einschicht Kocanda (Kozanda).

## Sehenswürdigkeiten
- Kirche Jakobus des Älteren, sie entstand im 13. Jahrhundert
- Pfarrhaus